# Oroszország himnusza
Az Oroszországi Föderáció állami himnusza (Государственный гимн Российской Федерации) Oroszország nemzeti himnusza. Használatát Oroszország önálló állammá válása (1991) után 9 évvel, 2000-ben vezette be alkotmányos törvénnyel a Szövetségi Gyűlés (Parlament) Vlagyimir Putyin akkori orosz elnök javaslatára.
A himnusz dallama megegyezik az egykori szovjet himnuszéval, melynek szerzője Alekszandr Alekszandrov (1883–1946). Az új szöveget Putyin elnök felkérésére az a Szergej Mihalkov írta, aki 1944-ben Sztálin felkérésére a szovjet himnusz eredeti szövegének szerzője is volt.
A szöveg a soknemzetiségű Oroszország földrajzi nagyságát és történelmi múltját idézi, a hazafiasságot dicsőíti és optimista jövőbetekintést sugall. Természetesen teljes egészében mentes a korábbi szöveg internacionalista és kommunista ideológiai fordulataitól, viszont tartalmaz az orosz hagyományokból táplálkozó vallásos utalásokat.

## A himnusz szövege
- Oroszország himnuszaMedvegyev elnöki beiktatásakor lejátszott himnusz

Nem tudod lejátszani a fájlt?
- 2010 győzelem napiOroszország himnusza a győzelem napi katonai díszszemléjén 2010-ben

Nem tudod lejátszani a fájlt?
- 2012 újéviA 2012. évi televíziós újévköszöntő himnusz

Nem tudod lejátszani a fájlt?

### Oroszul
(Александр Васильевич Александров – Сергей Владимирович Михалков)
| Cirill betűvel | Átbetűzés | Kiejtés (NFÁ) |
| Россия – священная наша держава, Россия – любимая наша страна. Могучая воля, великая слава – Твоё достоянье на все времена! Припев: 𝄆 Славься, Отечество наше свободное, Братских народов союз вековой, Предками данная мудрость народная! Славься, страна! Мы гордимся тобой! 𝄇 От южных морей до полярного края Раскинулись наши леса и поля. Одна ты на свете! Одна ты такая – Хранимая Богом родная земля! Припев Широкий простор для мечты и для жизни Грядущие нам открывают года. Нам силу даёт наша верность Отчизне. Так было, так есть и так будет всегда! Припев | Rosszija – szvjascsennaja nasa gyerzsava, Rosszija – ljubimaja nasa sztrana. Mogucsaja volja, velikaja szlava – Tvojo dosztojanyje na vsze vremena! Pripev: 𝄆 Szlavjszja, Otyecsesztvo nase szvobodnoje, Bratszkih narodov szojuz vekovoj, Predkami dannaja mudroszty narodnaja! Szlavjszja, sztrana! Mi gorgyimszja toboj! 𝄇 Ot juzsnih morej do poljarnovo kraja Raszkinulisz nasi lesza i polja. Odna ti na szvetye! Odna ti takaja – Hranyimaja Bogom rodnaja zemlja! Pripev Sirokij prosztor dlja mecsti i dlja zsiznyi Grjaduscsije nam otkrivajut goda. Nam szilu dajot nasa vernoszty Otcsizne. Tak bilo, tak jeszty i tak bugyet vszegda! Pripev | [rɐˈsʲijə svʲɪˈɕːɛnːəjə ˈnaʂə dʲɪrˈʐavə] [rɐˈsʲijə lʲʉˈbʲiməjə ˈnaʂə strɐˈna] [mɐˈɡutɕɪjə ˈvolʲə vʲɪˈlʲikəjə ˈslavə] [tvɐˈjɵ dəstɐˈjænʲjə nɐ ˈfsʲɛ vrʲɪmʲɪˈna] [prʲɪˈpʲef] 𝄆 [ˈslafʲsʲə ɐˈtʲetɕɪstvə ˈnaʂɨ svɐˈbodnəjə] [ˈbratskʲɪx nɐˈrodəf sɐˈjus vʲɪkɐˈvoj] [ˈprʲɛtkəmʲɪ ˈdanːəjə ˈmudrəsʲtʲ nɐˈrodnəjə] [ˈslafʲsʲə strɐˈna ˈmɨ ɡɐrˈdʲimsʲə tɐˈboj] 𝄇 [ɐt ˈjuʐnɨx mɐˈrʲej də pɐˈlʲarnəvə ˈkrajə] [rɐsˈkʲinʊlʲɪsʲ ˈnaʂɨ lʲɪˈsa ˈi pɐˈlʲa] [ɐdˈna ˈtɨ nɐ ˈsvʲetʲɪ ɐdˈna ˈtɨ ˈtakəjə] [xrɐˈnʲiməjə ˈboɡəm rɐdˈnajə zʲɪmˈlʲa] [prʲɪˈpʲef] [ʂɨˈrokʲɪj prɐˈstor dlʲa mʲɪtɕˈtɨ ˈi dlʲa ˈʐɨzʲnʲɪ] [ɡrʲɪˈduɕːɪjə ˈnam ɐtkrɨˈvajʊt ɡɐˈda] [ˈnam ˈsʲilʊ dɐˈjɵt ˈnaʂə ˈvʲɛrnəsʲtʲ ɐˈtɕːizʲnʲɪ] [ˈtaɡ ˈbɨlə ˈtak ˈjesʲtʲ ˈi ˈtaɡ ˈbudʲɪt fsʲɪɡˈda] [prʲɪˈpʲef] |

### Magyar fordítás[forrás?]
Oroszország himnusza
(Alekszandr Vasziljevics Alekszandrov – Szergej Vlagyimirovics Mihalkov)
Oroszország a mi szent államunk,

Oroszország a mi szeretett országunk.

Erős akarat, hatalmas dicsőség

a tiéd, örök időkre.

Refrén:

Légy dicső, szabad hazánk,

Testvéri népek hatalmas szövetsége,

Elődök adta népi bölcsesség!

Légy dicső, ország! Mi büszkék vagyunk rád!

A déli tengerektől a sarkvidékig

Terültek el erdeink és mezőink.

Egyedüli vagy a világon! Egyedül te vagy ilyen,

Isten védte szülőföld!

Refrén.

Tágas terület a vágynak és az életnek

Nyitnak nekünk az eljövendő évek.

Erőt ad nekünk a hazához való hűség,

Így volt, így van és így lesz mindig!

Refrén.